# 李舜臣勲章
李舜臣勲章(りしゅんしんくんしょう、リスンシンくんしょう、朝鮮語: 리순신장군훈장)は、朝鮮民主主義人民共和国の勲章。

## 概要
勲章の名称は李氏朝鮮時代の将軍李舜臣から取られている。李舜臣勲章は第1級と第2級の2等級が制定されていた。
朝鮮戦争時代の1950年7月13日に制定されたこの勲章は、朝鮮人民軍海軍の将官・指揮官を授与対象とした。第2級李舜臣勲章は22回授与されたのに対し、第1級李舜臣勲章は朝鮮戦争下で授与されることはなかった。
いつ李舜臣勲章が廃止されたかは不明だが、朝鮮戦争後も授与された際の写真が残っているため、少なくとも戦後数年間は存続していたと思われる。